# Smycketorget
Smycketorget är ett torg i Tynnered i Göteborg, som anlades och fick sitt namn på 1960-talet. Torget har två nivåer. På den övre finns livsmedelsbutik, spelbutik, fiskbutik, tandklinik och frisör. På den nedre nivån finns en asiatisk restaurang, och en pizzeria.
Närmaste hållplatser är de två busshållplatserna Björkhöjdsgatan (100 meter avstånd, linje 90 och 94) och Smyckegatan (400 meter, linje 50, 20 och 99), och spårvagnshållplatsen Briljantgatan (400 meter, linje 1 och 7).